# Stylochoides albus
Stylochoides, Stylochoididae
Famille
Genre
Espèce
Stylochoides albus est une espèce de vers plats marins, la seule du genre Stylochoides et de la famille des Stylochoididae (appartenant à la super-famille des Pseudocerotoidea).

## Systématique
Les noms valides complets (avec auteur) de ces taxons sont :
- pour la famille : Stylochoididae Bock, 1913[1]
- pour l'unique genre : Stylochoides Hallez, 1907[1]
- pour l'unique espèce : Stylochoides albus (Hallez, 1905)[1]

### Synonymes
Stylochoides a pour synonymes :
- Cotylocera Zahony, 1907
- Nuchenceros Gemmill & Leiper, 1907
- Nuchenoceros Gemmill & Leiper, 1907

Stylochoides albus a pour synonymes :
- Cotylocera michaelseni Zahony, 1907
- Nuchenceros orcadensis Gemmill & Leiper, 1907
- Stylochus albus Hallez, 1905